# Bourges
Bourges /buʁʒ/ è un comune francese di 68.988 abitanti capoluogo del dipartimento dello Cher, nella regione del Centro-Valle della Loira. Per Bourges transitava la Via Lemovicensis, itinerario che da Parigi conduceva a Santiago di Compostela.
È stata scelta per essere capitale europea della cultura nel 2028 insieme alla ceca České Budějovice e alla macedone Skopje.

## Geografia fisica
La città è situata lungo l'Yèvre, a pochi chilometri dal centro esatto della Francia, nella regione storica del Berry.

## Storia
Bourges fu fondata dal popolo gallo dei biturigi con il nome di Avarico (in celtico Avaricon, in latino Avaricum). Durante le guerre galliche, Cesare riuscì ad espugnarla dopo un assedio durato circa un mese. In Gallia, all'epoca, Vercingetorige aveva messo in pratica la politica della terra bruciata. Nessun centro abitato, nessuna fattoria doveva servire all'approvvigionamento delle legioni romane. Gli abitanti di Avarico lo supplicarono tuttavia di risparmiare la loro città, difficilmente espugnabile perché fortemente protetta da difese naturali (i famosi marais, paludi) e da una potente cinta difensiva. Cesare riuscì tuttavia a conquistarla nonostante la presenza, all'interno delle sue mura, di un esercito di 10.000 galli inviato da Vercingetorige per soccorrerla. Dei 40.000 uomini, donne e bambini presenti in città, solo 800 riuscirono a salvarsi, raggiungendo, con una sortita, i vicini accampamenti del re gallo.
Nel Medioevo, Bourges fu dapprima sede di un viscontato, e nel XIV secolo divenne il capoluogo del ducato di Berry. Il delfino, futuro Carlo VII, avendo trovato rifugio in città, fu chiamato «piccolo re di Bourges». Suo figlio Luigi XI nacque a Bourges nel 1423. Carlo VII vi promulgò la Prammatica Sanzione di Bourges nel 1438. La città godette, sul finire dell'età medievale, di alcune libertà civiche: fu governata, fino al 1474, da quattro prud'hommes, sostituiti successivamente da un sindaco e 12 magistrati municipali.
La città è nota per essere stata, nel corso del Medioevo, una delle capitali europee dell'alchimia. Numerosi edifici situati nel centro della città ricordano questo ricco passato con i loro ornamenti e le loro sculture. Il mercante Jacques Coeur, noto anche come finanziatore della casa reale e legato al mondo dell'alchimia, fu uno dei suoi illustri abitanti.
Nel campo del diritto, in città si sviluppò la Scuola di Bourges, un circolo dottrinale animato da François Douaren ed altri giuristi esponenti della corrente denominata Scuola culta.
Bourges è anche sede arcivescovile suffraganea di Tours.

## Monumenti e luoghi d'interesse
Bourges è classificata come Città d'arte e storia. Fra i suoi monumenti ci sono:
- la Cattedrale
- il Palazzo Jacques Cœur
- il Museo Estève

## Società

### Evoluzione demografica
Abitanti censiti

## Arte
Gli storici dell'arte identificano la"scuola pittorica di Bourges" come uno dei movimenti più significativi della produzione gotica, autonoma e indipendente rispetto a quella realizzata in altre importanti centri come Tours e Angers. Grazie agli interventi e all'azione del mecenate duca Jean de Berry, nel periodo che intercorre tra la fine del XIV secolo e la metà del XV secolo la sua corte diventò un significativo centro culturale, dove si sviluppò la miniatura con artisti del livello di Jacquemart de Hesdin e dei fratelli Limbourg. Proprio in questo periodo la cattedrale gotica si impreziosì con vetrate presentanti, per la prima volta in Francia figure eleganti in stile gotico e verso la metà del Quattrocento la cappella si arricchì di un nuovo ciclo di affreschi. Il periodo florido della scuola di Bourges terminò con l'attività miniaturista di Jean Colombe (1485).

## Amministrazione

### Cantoni
Fino al 2014 il territorio comunale della città di Bourges era ripartito su cinque cantoni:
- Cantone di Bourges-1
- Cantone di Bourges-2
- Cantone di Bourges-3
- Cantone di Bourges-4
- Cantone di Bourges-5

Nessun altro comune era incluso nei suddetti cantoni.
A seguito della riforma approvata con decreto del 21 febbraio 2014, che ha avuto attuazione dopo le elezioni dipartimentali del 2015, il territorio comunale della città di Bourges è stato ripartito su quattro cantoni:
- Cantone di Bourges-1
- Cantone di Bourges-2
- Cantone di Bourges-3
- Cantone di Bourges-4

Nessun altro comune è incluso nei suddetti cantoni.

### Gemellaggi
- Augusta
- Aveiro
- Forlì
- Koszalin
- Palencia
- Peterborough